# Carl Walther
Pour les articles homonymes, voir Walther.

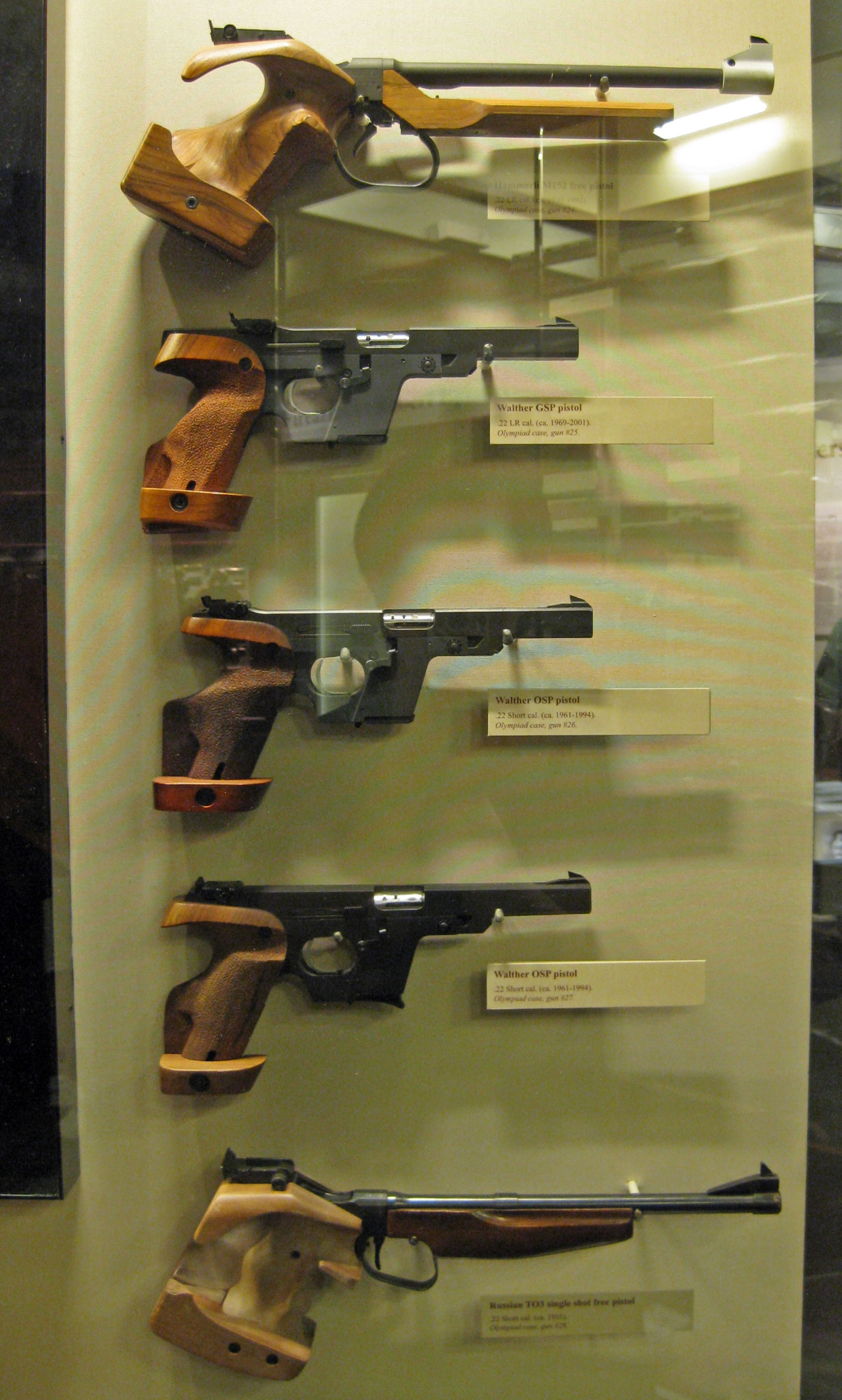
De haut en bas : .22LR Hämmerli M152 free pistol; .22LR Walther GSP pistol; deux .22 Short Walther OSP Semi Automatic Target Pistols et a .22 Short Russian TO3 free pistol (armes pour le tir sportif).

Walther est un fabricant d'armes à feu allemand établi en 1886 dans la ville de Zella-Mehlis en Thuringe. L'entreprise est notamment connu pour sa production du fameux pistolet Walther PP.  

## Historique
À la fin de la Seconde Guerre mondiale, elle est fermée par les Alliés et les machines-outils déménagent vers l'URSS. La famille Walther (de) s'exile en RFA et recrée une nouvelle firme, la Walther Sportwaffen Gmbh en 1953 à Ulm. 
Depuis 1993, elle est contrôlée par la société Umarex (en)(appartenant à un ancien cadre). Ainsi, depuis cette date, le siège social est à Arnsberg (Rhénanie-du-Nord-Westphalie) quand la direction technique demeure à Ulm (Bade-Wurtemberg).
La firme Walther est distribuée et soutenue aux États-Unis par Walther America, une filiale de Smith & Wesson.

## Productions

### Pistolet
- Walther PP
  - Walther PPK
- Walther P38
  - Walther P38k
  - Walther P1
  - Walther P4
- Walther TPH
- Walther P5/Compact
- Walther P88/Compact
- Walther P99
- Walther P22
- Walther PPS
- Walther PK380
- Walther SP22
- Walther PPQ
- Walther PDP

### Pistolet à air comprimé
- Walther LP53

### Fusil
- Walther G43
- Walther G22
- Walther WA 2000

### Carabine
- Walther KKJ22 Hornet
- Walther KKJ22 LR

### Carabine à air comprimé
- Walther KK300[1]
- Walther KK500
- Walther LGR